# División de Honor de béisbol
La División de Honor de la Liga Nacional de béisbol es la denominación que recibe la máxima categoría de la Liga Española de Béisbol. Comenzó a disputarse en la temporada 1957-58 bajo el nombre de Liga Nacional de béisbol, teniendo como primer campeón al Hércules Las Corts.
Disputada en su origen por equipos de las federaciones catalana, castellana, aragonesa y vasca —ya que no existían más en la época— acabó por convertirse en la más importante competición beisbolística del país, en detrimento del Campeonato de España, actual Copa del Rey. El acceso a la competición era otorgado por los resultados en el citado Campeonato de España de primera categoría, o por el del correspondiente campeonato regional. 
El Club Béisbol Viladecans catalán es el dominador histórico de la competición con diecisiete títulos, logrados todos de manera consecutiva. Segundo lugar para los Marlins Puerto de la Cruz canarios con doce campeonatos.

## Historia

### Surge la liga nacional
En 1958 surgió el primer campeonato de Liga de España de béisbol bajo el nombre de Liga Nacional. En su primera edición, celebrada desde el día 13 de abril hasta el 22 de junio, participaron los cuatro equipos campeones regionales: el Hércules Las Corts, el Club Acero de Madrid, la Sociedad Deportiva Iturrigorri y el Zaragoza. Al estar formado este último club exclusivamente con jugadores americanos, sus resultados no computaron para dilucidar el campeón de Liga —y no pudiendo optar al título—, por lo que se creó un trofeo especial con el nombre de Torneo Hispanoamericano en el que sí se incluían sus resultados. La sociedad catalana se proclamó vencedora em ambas categorías, levantando su primer título de Liga.
La competición se detuvo a partir del año 1961 — se daba más valor al Campeonato de España, competición más rodada y que presumiblemente hacía innecesaria la disputa de un campeonato de liga— y no volvió a reanudarse hasta una década después.
En las únicas cuatro ediciones que se disputaron antes de que se suprimiese la competición hubo un total de tres equipos campeones, siendo la sección del Real Madrid Club de Fútbol la sociedad más laureada con dos títulos.
Tras varias reuniones se retomó de nuevo un campeonato de liga en España a partir de la temporada 1972-73. En él tomaron parte siete contendientes, pese a que inicialmente estaba previsto que fueran seis repartidos entre las federaciones castellana y catalana, al ser las únicas que contaban durante su organización con campos adecuados para sus disputas. Finalmente, se adscribieron también dos equipos vizcaínos y uno navarro.
Los contendientes fueron por Madrid el Madrid Béisbol Club y la sección de béisbol de la Agrupación Deportiva Rayo Vallecano de Madrid; por Navarra el Club Aldapa (que se retiró) y el Club Béisbol Aracar y la sección de béisbol del colegio de los salesianos de Deusto por Vizcaya; y por Cataluña la sección de béisbol del Club de Fútbol Barcelona y el Filomátic Picadero C. B. quien fue el vencedor. http://hemeroteca.abc.es/nav/Navigate.exe/hemeroteca/madrid/abc/1973/07/31/052.html
La segunda edición (1974) cuenta con cinco equipos, al incorporarse el Gavà, aunque son baja FC Barcelona y Club Béisbol Aracar. Sin embargo, aunque parecía que la Liga Nacional se asentaría definitivamente, volvió a interrumpirse nuevamente como ya lo hiciera tiempo atrás. Debido a los grandes costes que acarreaba, en el año 1975 se acordó disputar en su lugar el Trofeo Nicaragua de selecciones provinciales en el que la federación nacional corriese con todos los gastos.
Reanudada en 1978, desde entonces el campeonato de liga contó con dos divisiones y seis equipos (dos catalanes, dos madrileños y dos vascos) .
Tras otras dos ediciones, en 1980 nuevamente no hay liga. En 1982 el C. B. Viladecans gana la Copa del Rey, iniciando una hegemonía de 21 años en que se proclama 19 veces campeón de Copa y 17 veces campeón de División de Honor, competición iniciada en 1986 con 6 equipos, y cuyo número de participantes se moverá entre 6 y 12 hasta la actualidad.

## Equipos
| Equipo                           | Estadio                            | Capacidad | Localidad                 |
| -------------------------------- | ---------------------------------- | --------- | ------------------------- |
| Antorcha Valencia                | Instalaciones Río Turia (Tramo IV) |           | Valencia                  |
| Astros                           | Instalaciones Río Turia (Tramo IV) | Valencia  |                           |
| Béisbol Barcelona                | Estadio Pérez de Rozas             | 800       | Barcelona                 |
| Béisbol Irabia                   | Colegio Irabia-Izaga               |           | Pamplona                  |
| Marlins                          | Centro Insular de béisbol          | 200       | Puerto de la Cruz         |
| Club Béisbol y Sófbol Miralbueno | Campo municipal de béisbol         |           | Zaragoza                  |
| Béisbol Navarra                  | Instalaciones deportivas El Soto   | 200       | Burlada                   |
| San Inazio                       | Polideportivo El Fango             | 200       | Bilbao                    |
| Sant Boi                         | Campo municipal de béisbol         | 500       | San Baudilio de Llobregat |
| Club Béisbol y Sófbol Toros      | Escuela de béisbol Toros           |           | Pamplona                  |
| Viladecans                       | Estadi Olimpic de Viladecans       | 1.500     | Viladecans                |

## Historial
Nombres y banderas según la época.
| Temporada                                  | Campeón                                    | Subcampeón                                 | Detalle                                         |                                            |
| Liga Nacional Hispano Americana de béisbol | Liga Nacional Hispano Americana de béisbol | Liga Nacional Hispano Americana de béisbol | Liga Nacional Hispano Americana de béisbol      | Liga Nacional Hispano Americana de béisbol |
| ------------------------------------------ | ------------------------------------------ | ------------------------------------------ | ----------------------------------------------- | ------------------------------------------ |
| 1958                                       | Hércules Las Corts                         | Club Acero                                 | Liga regular (Victorias / Derrotas)             |                                            |
| 1959                                       | Real Madrid C. F.                          | Hércules Las Corts                         | Sistema de liga (Partidos decisivos: 9-2, 17-7) |                                            |
| 1960                                       | Picadero J. C.                             | Real Madrid C. F.                          | Liga regular (Victorias / Derrotas)             |                                            |
| 1961                                       | Real Madrid C. F.                          | ?                                          | ?                                               |                                            |
| Liga Nacional de Primera División          |                                            |                                            |                                                 |                                            |
| 1973                                       | Picadero J. C.                             | Condepols Madrid B. C.                     | 7-8, 8-1, 13-10 (serie de desempate)            |                                            |
| 1974                                       | Picadero J. C.                             | Condepols Madrid B. C.                     | 4-6, 6-4, Ret. (serie de desempate)             |                                            |
| 1975                                       | No disputada                               | No disputada                               | No disputada                                    |                                            |
| 1976                                       | No disputada                               | No disputada                               | No disputada                                    |                                            |
| 1977                                       | No disputada                               | No disputada                               | No disputada                                    |                                            |
| 1978                                       | Condepols-Madrid B. C.                     | Hércules Las Corts                         | [ 13 ]                                          |                                            |
| 1979                                       | Condepols-Madrid B. C.                     | Hércules Las Corts                         | Liga regular                                    |                                            |
| División de Honor                          |                                            |                                            |                                                 |                                            |
| 1986                                       | C. B. Viladecans                           | Hércules Las Corts                         | [ 15 ]                                          |                                            |
| 1987                                       | C. B. Viladecans                           | Hércules Las Corts                         | [ 15 ]                                          |                                            |
| 1988                                       | C. B. Viladecans                           | Escuela Municipal de Madrid                |                                                 |                                            |
| 1989                                       | C. B. Viladecans                           | Escuela Municipal de Madrid                | Finalizaron la eliminatoria tras la liga 3-1    |                                            |
| 1990                                       | C. B. Viladecans                           | Escuela Municipal de Madrid                |                                                 |                                            |
| 1991                                       | C. B. Viladecans                           | Escuela Municipal de Madrid                |                                                 |                                            |
| 1992                                       | C. B. Viladecans                           | Escuela Municipal de Madrid                |                                                 |                                            |
| 1993                                       | C. B. Viladecans                           | CA Irabia (Pamplona)                       |                                                 |                                            |
| 1994                                       | C. B. Viladecans                           | Hércules L'Hospitalet                      |                                                 |                                            |
| 1995                                       | C. B. Viladecans                           | CA Irabia (Pamplona)                       |                                                 |                                            |
| 1996                                       | C. B. Viladecans                           | CD Arga (Burlada)                          |                                                 |                                            |
| 1997                                       | C. B. Viladecans                           | CA Irabia (Pamplona)                       |                                                 |                                            |
| 1998                                       | C. B. Viladecans                           | CA Irabia (Pamplona)                       |                                                 |                                            |
| 1999                                       | C. B. Viladecans                           | CD Arga (Burlada)                          |                                                 |                                            |
| 2000                                       | C. B. Viladecans                           | CD Arga (Burlada)                          |                                                 |                                            |
| 2001                                       | C. B. Viladecans                           | CD Arga (Burlada)                          |                                                 |                                            |
| 2002                                       | C. B. Viladecans                           | Rojos de Candelaria                        |                                                 |                                            |
| 2003                                       | C. B. S. Sant Boi                          | Marlins Puerto Cruz                        |                                                 |                                            |
| 2004                                       | Rojos de Candelaria                        | Marlins Puerto Cruz                        |                                                 |                                            |
| 2005                                       | Marlins Puerto Cruz                        | Rojos de Candelaria                        |                                                 |                                            |
| 2006                                       | Marlins Puerto Cruz                        | F. C. Barcelona                            | Liga regular                                    |                                            |
| 2007                                       | Marlins Puerto Cruz                        | F. C. Barcelona                            | Liga regular                                    |                                            |
| 2008                                       | Marlins Puerto Cruz                        | F. C. Barcelona                            | Liga regular                                    |                                            |
| 2009                                       | Marlins Puerto Cruz                        | C. B. S. Sant Boi                          | Liga regular                                    |                                            |
| 2010                                       | C. B. S. Sant Boi                          | F. C. Barcelona                            | Liga regular                                    |                                            |
| 2011                                       | F. C. Barcelona                            | C. B. S. Sant Boi                          | Liga regular                                    |                                            |
| 2012                                       | C. B. Barcelona                            | C. B. Astros Valencia                      | 3-1 (1-0, 10-0, 4-9, 15-10)                     |                                            |
| 2013                                       | Marlins Puerto Cruz                        | C. B. Barcelona                            | Liga regular                                    |                                            |
| 2014                                       | Marlins Puerto Cruz                        | C. B. S. Sant Boi                          | Liga regular                                    |                                            |
| 2015                                       | Marlins Puerto Cruz                        | C. B. Astros Valencia                      | Liga regular                                    |                                            |
| 2016                                       | C. B. Astros Valencia                      | Marlins Puerto Cruz                        | Liga regular                                    |                                            |
| 2017                                       | Marlins Puerto Cruz                        | C. B. Astros Valencia                      | Liga regular                                    |                                            |
| 2018                                       | Marlins Puerto Cruz                        | C. B. Astros Valencia                      | Liga regular                                    |                                            |
| 2019                                       | Marlins Puerto Cruz                        | San Inazio B. E.                           | Liga regular                                    |                                            |
| 2020                                       | C. B. Astros Valencia                      | Marlins Puerto Cruz                        | Liga regular                                    |                                            |
| 2021                                       | Marlins Puerto Cruz                        | C. B. Astros Valencia                      | Liga regular                                    |                                            |
| 2022                                       | Marlins Puerto Cruz                        | C. B. Astros Valencia                      | Liga regular                                    |                                            |
| 2023                                       | Marlins Puerto Cruz                        | C. B. Astros Valencia                      | Liga regular                                    |                                            |
| 2024                                       | C. B. Astros Valencia                      | Marlins Puerto Cruz                        | Liga regular                                    |                                            |

Nombres y banderas según la época.

### Palmarés
| Equipo                  | Títulos | Años campeonatos                                                                                     |
| ----------------------- | ------- | --- |
| Club Béisbol Viladecans | 17      | 1986, 1987, 1988, 1989, 1990, 1991, 1992, 1993, 1994, 1995, 1996, 1997, 1998, 1999, 2000, 2001, 2002 |
| Marlins Puerto Cruz     | 14      | 2005, 2006, 2007, 2008, 2009, 2013, 2014, 2015, 2017, 2018, 2019, 2021, 2022, 2023                   |
| Picadero Jockey Club    | 3       | 1960, 1973, 1974                                                                                     |
| C. B. Astros Valencia   | 3       | 2016, 2020, 2024                                                                                     |
| Real Madrid Béisbol     | 2       | 1959, 1961                                                                                           |
| Condepols Madrid B.C.   | 2       | 1978, 1979                                                                                           |
| C. B. S. Sant Boi       | 2       | 2003, 2010                                                                                           |
| Hércules Les Corts      | 1       | 1958                                                                                                 |
| F. C. Barcelona         | 1       | 2011                                                                                                 |
| Rojos de Candelaria     | 1       | 2004                                                                                                 |
| Club Béisbol Barcelona  | 1       | 2012                                                                                                 |